# Gora (pri Lipi), Rožek
Gora (nemško Bergl) je naselje v Občini Rožek v Okraju Beljak-dežela na Koroškem v Avstriji.